# 石坑站
石坑站位于江西省吉安市吉安县，是吉衡铁路的一座火车站，技术性质为中间站，不办理业务，车站等级为五等站。